# Skidtjärnsberget
Skidtjärnsberget är ett naturreservat i Söderhamns kommun i Gävleborgs län.
Området är naturskyddat sedan 2008 och är 39 hektar stort. Reservatet består av äldre lövrik barrblandskog av främst gran, tall, björk och asp. dessutom ett litet lindbestånd.